# Les Cunhs
Les Cunhs (francès Lescuns) és un municipi occità del departament de l'Alta Garona, a la regió d'Occitània.